# Kang Eun-seo
Kang Eun-seo (kor. 강은서; * 4. März 1999) ist eine südkoreanische Handballspielerin, die für die südkoreanische Nationalmannschaft aufläuft.

## Karriere

### Im Verein
Kang Eun-seo wurde im Jahr 2019 im Draftverfahren der südkoreanischen Liga in der zweiten Runde von der Mannschaft von Samcheok City Hall ausgewählt. Mit Samcheok City Hall gewann die Linkshänderin 2022 und 2023 die südkoreanische Meisterschaft. Zur Saison 2023/24 wechselte die Rückraumspielerin zum Ligakonkurrenten Incheon City Hall.

### Nationalmannschaft
Kang Eun-seo gewann bei ihren ersten beiden Turnierteilnahmen mit der südkoreanischen Nationalmannschaft die Goldmedaille bei der Asienmeisterschaft 2022 sowie die Silbermedaille bei den Asienspielen 2022. Anschließend folgte die Teilnahme an der Weltmeisterschaft 2023, bei der Südkorea nach der Hauptrunde ausschied. Kang Eun-seo erzielte im Turnierverlauf einen Treffer. Im darauffolgenden Jahr nahm sie an den Olympischen Spielen in Paris teil.